# زاازن (رایسکیرشن)

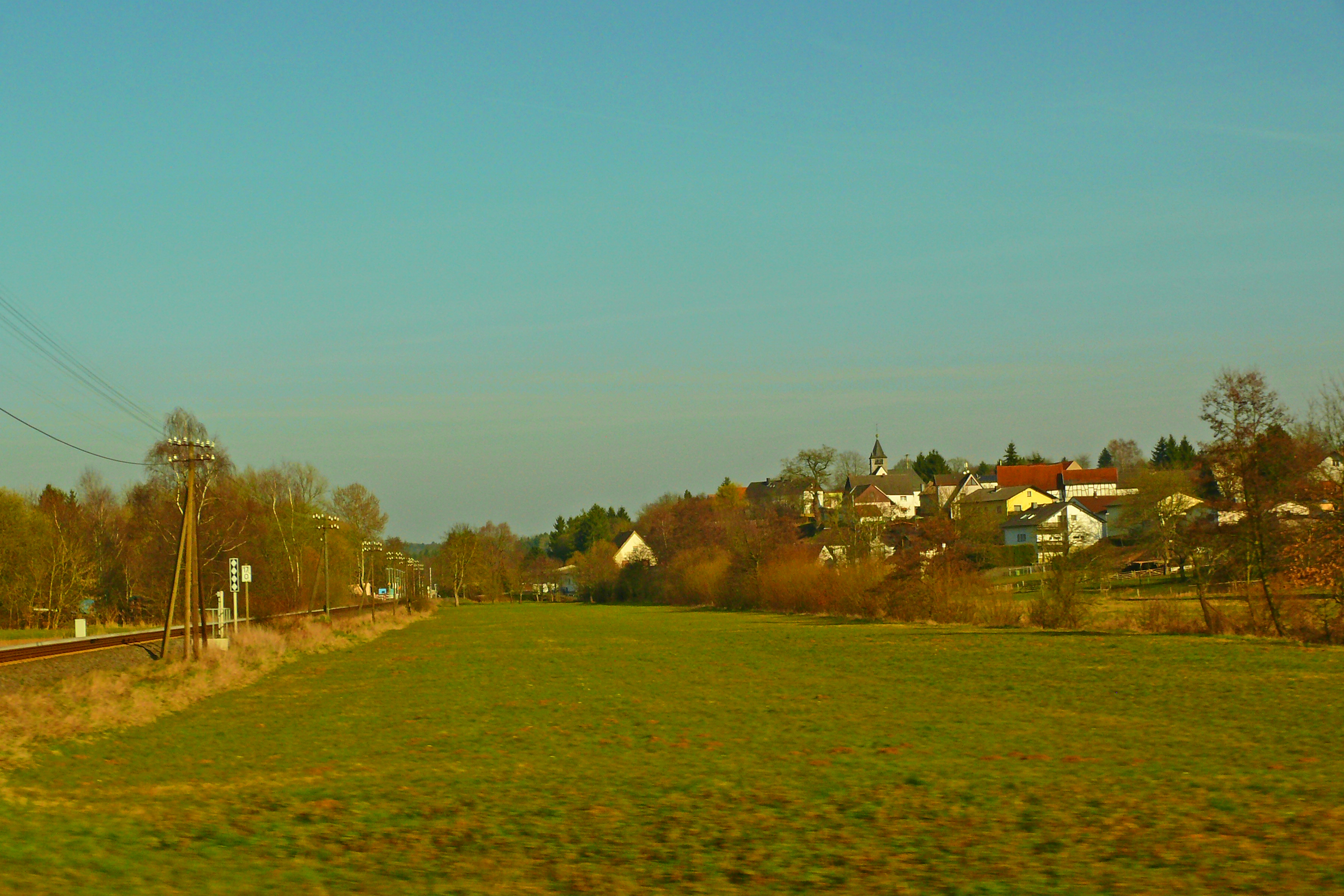
Saasen

زاازن (به آلمانی: Saasen) یک منطقهٔ مسکونی در آلمان است که در هسن واقع شده‌است. زاازن ۱٬۱۳۵ نفر جمعیت دارد.